# Battaglia di Nicopoli al Lico
La battaglia di Nicopoli al Lico fu combattuta nel 66 a.C. tra il generale romano Gneo Pompeo Magno e le forze del regno del Ponto, comandate da Mitridate VI, e vide i Romani prevalere sul re nemico.

## Contesto storico
La vittoria ottenuta da Mitridate su Lucio Licinio Murena durante la seconda guerra mitridatica, rafforzò il convincimento nel re asiatico che i Romani non fossero invincibili, e la sua speranza di creare un grande regno asiatico che potesse contrastare la crescente egemonia romana nel bacino del Mediterraneo. Da qui il re prese le mosse per una nuova politica espansionistica in chiave anti-romana.
Attorno all'80 a.C. il re del Ponto decise, così, di tornare a sottomettere tutte le popolazioni libere che gravitavano attorno al Ponto Eusino. Nominato quindi quale generale di questa nuova impresa suo figlio Macare, si spinse alla conquista di quelle colonie greche che si diceva discendessero dagli Achei, di ritorno dalla guerra di Troia, al di là della Colchide. La campagna però si rivelò disastrosa, poiché furono perduti due contingenti armati, una parte in battaglia e per la severità del clima, un'altra in seguito ad un'imboscata. Quando fece ritorno nel Ponto, inviò ambasciatori a Roma per firmare una nuova pace.
Contemporaneamente il re Ariobarzane I, mandò nuovi ambasciatori per lamentarsi che la maggior parte dei territori della Cappadocia, non gli erano stati completamente consegnati da Mitridate, come promesso al termine della seconda fase della guerra. Poco dopo (nel 78 a.C.) inviò una nuova ambasceria per firmare gli accordi, ma poiché Silla era appena morto e il Senato era impegnato in altre faccenda, i pretori non ammisero i suoi ambasciatori e non se ne fece nulla. Mitridate, che era venuto a conoscenza della morte del dittatore romano, persuase il genero, Tigrane II d'Armenia, ad invadere la Cappadocia come se fosse una sua azione indipendente. Ma questo artificio non riuscì ad ingannare i Romani. Il re armeno invase il paese e trascinò via con sé dalla regione, oltre ad un grosso bottino, anche 300 000 persone, che poi portò nel suo paese, stabilendole, insieme ad altre, nella nuova capitale, chiamata Tigranocerta (città di Tigrane), dove aveva assunto il diadema di re d'Armenia.
E mentre queste cose avvenivano in Asia, Sertorio, il governatore della Spagna, che incitava la provincia e tutte le vicine popolazioni a ribellarsi ai Romani del governo degli optimates, istituì un nuovo Senato ad imitazione di quella di Roma. Due dei suoi membri, un certo Lucio Magio e Lucio Fannio, proposero a Mitridate di allearsi con Sertorio, con la prospettiva comune che una guerra combattuta su due fronti opposti (ad Occidente, Sertorio ed a Oriente, Mitridate) avrebbe portato ad ampliare i loro domini sui paesi confinanti, in Asia come in Spagna.
Mitridate, allettato da tale proposta, inviò suoi ambasciatori a Sertorio, per valutare quali possibilità vi fossero per porre sotto assedio il potere romano, da Oriente ed Occidente. Fu così stabilita tra le parti un patto di alleanza, nel quale Sertorio si impegnava a concedere al re del Ponto tutti i territori romani d'Asia, oltre al regno di Bitinia, la Paflagonia, la Galatia ed il regno di Cappadocia, ed inviava anche un suo abile generale, un certo Marco Vario (o Mario), oltre a due altri consiglieri, Magio e Fannio Lucio, per assisterlo militarmente e diplomaticamente.
All'inizio della primavera del 74 a.C., Mitridate si affrettò a marciare contro la Paflagonia con i suoi due generali, Tassile ed Ermocrate, disponendo poi di invadere anche la Bitinia, divenuta da poco provincia romana, in seguito alla morte del suo re, Nicomede IV, che aveva lasciato il suo regno in eredità ai Romani. L'allora governatore provinciale, Marco Aurelio Cotta, uomo del tutto imbelle, non poté far altro che fuggire a Calcedonia con quante forze aveva a disposizione. Mitridate, dopo aver attaccato inutilmente la città e le forze romane, si diresse a Cizico dove, dopo quasi un anno di inutile assedio, fu sconfitto più volte dalle accorrenti truppe romane del console Lucio Licinio Lucullo (73 a.C.).

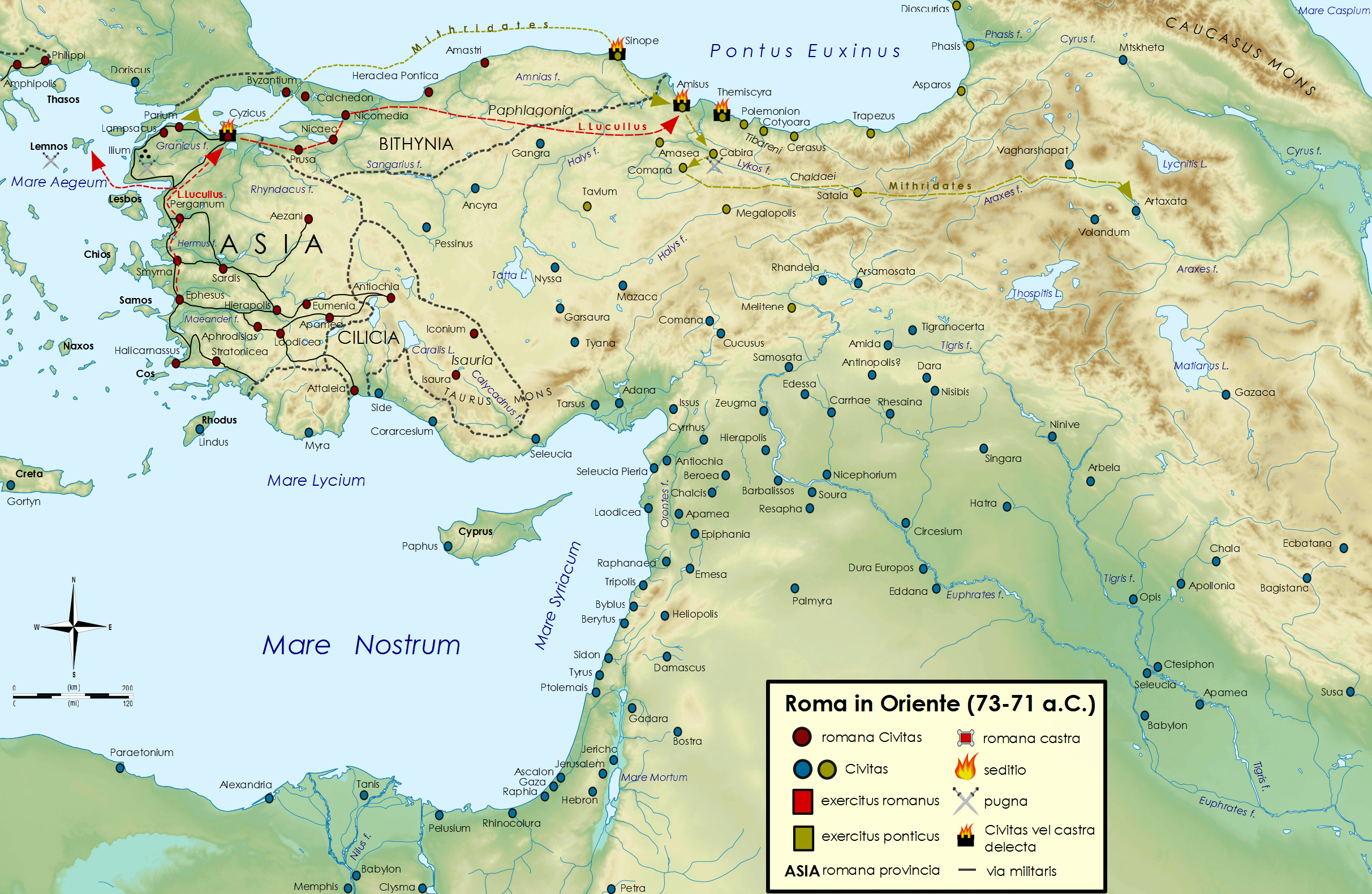
Gli anni 73-71 a.C. della terza guerra mitridatica

Fuggito grazie alla flotta, Mitridate, fu colpito da una terribile tempesta nella quale perse circa 10 000 uomini e sessanta navi, mentre il resto della flotta fu dispersa tutta intorno per il forte vento. Si racconta che abbandonò la propria nave che stava affondando, per recarsi in una più piccola imbarcazione di pirati, sebbene i suoi amici cercassero di dissuaderlo. I pirati poi lo sbarcarono a Sinope. Da quel luogo, raggiunse Amiso, da dove inviò appelli al genero, Tigrane II d'Armenia, ed a suo figlio, Macare, sovrano del Bosforo Cimerio, affinché si affrettassero ad venirgli in aiuto. Ordinò, infine, a Diocle di prendere una grande quantità di oro e altri regali nei pressi degli Sciti, ma quest'ultimo rubò l'oro e si rifugiò presso il generale romano.
Lucullo mosse le sue armate verso il fronte orientale attraverso Bitinia e Galazia, sottomettendo i territori precedentemente in mano romana e raggiungendo la pianura di Themiscyra ed il fiume Termodonte. Poco dopo raggiunse una regione assai ricca di risorse, che non aveva subito le devastazioni della guerra. Secondo Plutarco, invece, il generale romano fu costretto a chiedere aiuto al vicino ed alleato regno di Galazia, che gli fornì approvvigionamenti di grano grazie a 30 000 suoi portatori.
Lucullo pose quindi sotto assedio la città di Amiso, riuscendo ad occuparla dopo alcuni anni (nel 70 a.C.), ed a battere ancora una volta le truppe di Mitridate presso Cabira.
Portate a termine le operazioni militari (fine del 70 a.C.), lasciò Sornazio con 6 000 armati a guardia del Ponto, e quindi decise di riorganizzare le province asiatiche ed amministrare la giustizia, oltre a ringraziare gli dèi, per la conclusione positiva della guerra. Frattanto Appio Claudio era stato inviato da Tigrane II ad Antiochia, per chiedere la consegna del suocero, Mitridate VI. Appio tornò da Lucullo, con il responso negativo di Tigrane. Era ormai chiaro che, ancora una volta, la guerra fosse inevitabile. Contemporaneamente Mitridate e Tigrane stabilirono di invadere Cilicia e Licaonia, fino all'Asia, prima che ci fosse una formale dichiarazione di guerra.
Nel 69 a.C. Lucullo, si diresse con sole due legioni e 500 cavalieri contro Tigrane, che si era rifiutato di consegnargli Mitridate. Sembra che i suoi soldati seguirono Lucullo in modo riluttante, mentre i tribuni della plebe a Roma, sollevavano una protesta contro di lui, accusandolo di cercare una guerra dopo l'altra, per arricchirsi. Lucullo attraversò l'Eufrate, poi il Tigri ai confini dell'Armenia, e giunse nei pressi della capitale, Tigranocerta.
E mentre Sestilio poneva sotto assedio la città Lucullo affrontava in battaglia Tigrane e lo batteva, seppure con forze nettamente inferiori. Plutarco racconta che 100 000 furono i morti tra gli Armeni, quasi tutti fanti, solo cinque tra i Romani ed un centinaio rimasti feriti. E sembra che lo stesso Tito Livio abbia ammesso che mai prima d'ora i Romani erano risultati vincitori con forze pari a solo un ventesimo dei nemici, elogiando così le grandi doti tattiche di Lucullo, che era riuscito con Mitridate a sconfiggerlo "temporeggiando", ed invece con Tigrane a batterlo grazie alla rapidità. Due doti apparentemente in antitesi, che Lucullo seppe utilizzare a seconda del nemico affrontato.

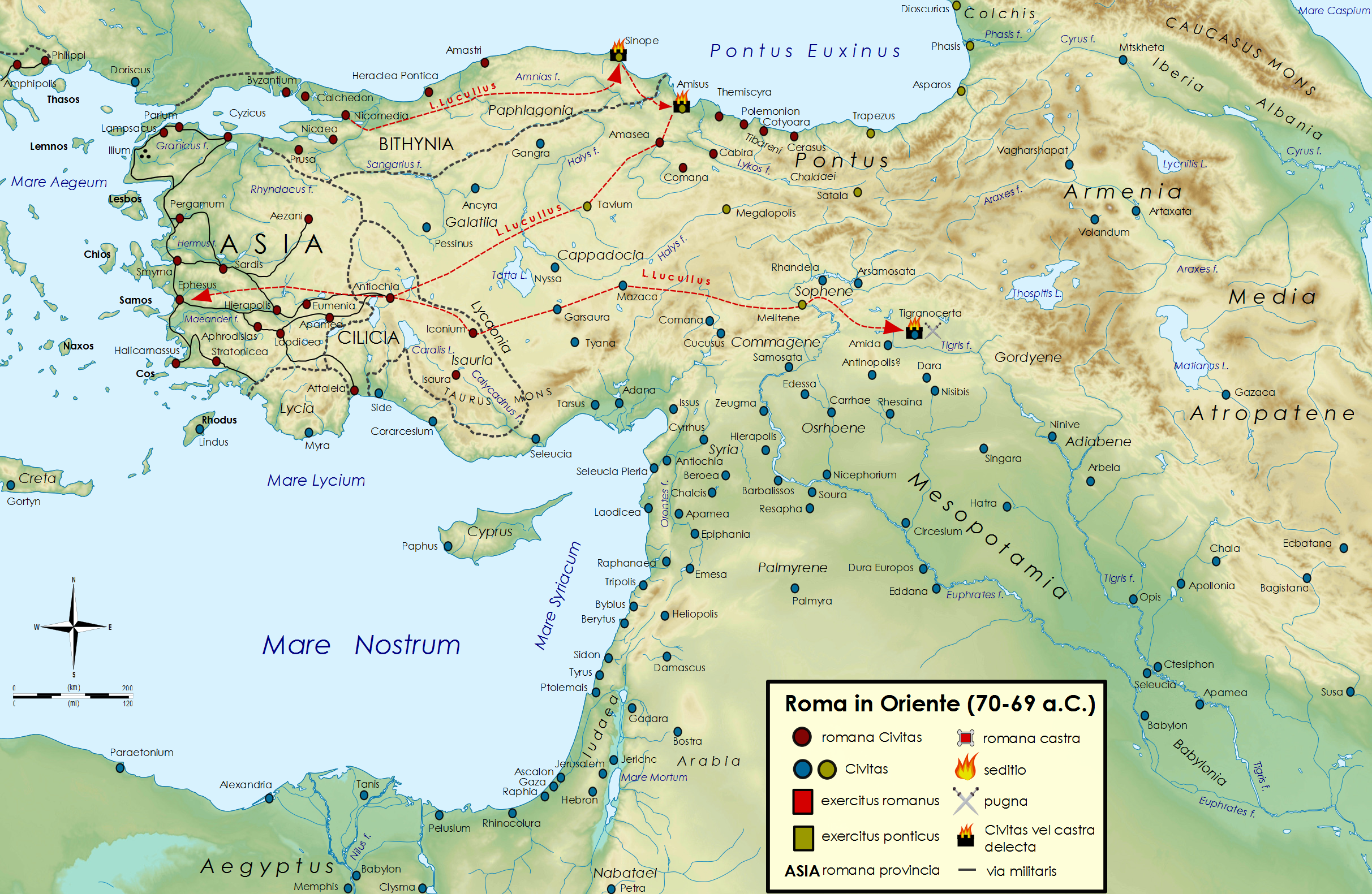
Gli anni 70-69 a.C. della terza guerra mitridatica

Quando Mitridate seppe della terribile sconfitta patita dalle truppe di Tigrane, corse incontro al sovrano armeno e lo rincuorò affinché assemblassero insieme una nuova armata; Poi fu la volta della città di Tigranocerta che cadde anch'essa in mano romana.
Durante l'inverno del 69-68 a.C., molti sovrani orientali vennero a fare omaggio a Lucullo dopo la vittoria di Tigranocerta, chiedendogli alleanza ed amicizia. Agli inizi del nuovo anno Tigrane II e Mitridate VI attraversarono l'Armenia raccogliendo una nuova armata, ed il comando generale fu affidato questa volta all'ex-re del Ponto, proprio perché Tigrane pensava che i disastri precedenti gli avevano sufficientemente insegnato ad essere prudente.
Mandarono, inoltre, dei messaggeri al re dei Parti, per sollecitarne un concreto aiuto (paventando anche future campagne dei Romani contro gli stessi, in caso di successo contro Armeni e Pontici), ma Lucullo, che a sua volta aveva provveduto ad inviarne dei suoi, si accorse del doppio gioco del sovrano partico Fraate III (che sembra avesse promesso la sua alleanza a Tigrane, in cambio della cessione della Mesopotamia), e decise di marciare contro lo stesso, lasciando perdere per il momento Mitridate e Tigrane, ma il rischio di un ammutinamento generale delle truppe romane, stanche di questa lunga guerra, costrinsero il proconsole romano a rinunciare alla campagna partica, tornando a concentrarsi sul nemico armeno, puntando sulla seconda capitale, Artaxata.
Tigrane non poteva permettersi di lasciare che anche la sua seconda capitale venisse occupata da Lucullo, senza provare neppure a difenderla, e così si accampò di fronte all'armata romana, sulla riva opposta del fiume Arsania, a protezione della città, da lì non molto distante. Fu Lucullo, secondo la versione di Plutarco, a dar battaglia attraversando il fiume con 12 coorti, mentre le restanti rimanevano a protezione dei fianchi. Contro di loro fu lanciata la cavalleria armena, composta da arcieri a cavallo della Mardia e da lanceri iberici. Tuttavia, questi cavalieri non brillarono nella loro azione, e cedettero all'avanzante fanteria romana, dandosi alla fuga inseguiti dalla cavalleria romana. Ancora una volta la vittoria arrise ai Romani, i quali fecero grande strage dei nemici fino a tutta la notte, tanto da essere spossati, non solo per le continue uccisioni del nemico, ma anche del gran numero di prigionieri e bottino raccolto. Livio dice che, se nella prima battaglia contro Tigrane furono uccisi più nemici armeni, in questa seconda furono però uccisi, fatti prigionieri e resi schiavi un numero maggiore di più alti dignitari.
Lucullo incoraggiato da questa vittoria, era deciso ad avanzare ulteriormente verso l'interno e sottomettere l'intero regno armeno. Ma, contrariamente a quanto ci si poteva attendere, il clima di quel paese nel periodo dell'equinozio d'autunno, era già molto rigido, tanto che alcuni territori risultavano già interamente coperti di neve, e anche quando il cielo era limpido si vedevano i campi cosparsi di brina e ghiaccio ovunque. Ciò generava un grande disagio non solo nelle truppe per il freddo pungente, ma anche ai cavalli che avevano difficoltà ad abbeverarsi e nell'attraversare i fiumi ghiacciati. Vi è da aggiungere che gran parte di quei territori erano ricoperti da fitte foreste, con gole strette, e zone paludose, tanto che i legionari romani si trovavano costantemente a disagio per essere quasi sempre o bagnati o coperti di neve, durante tutta la loro marcia, trascorrendo anche le notti in luoghi estremamente umidi. Di conseguenza, cominciarono a lamentarsi delle continue difficoltà che incontravano giornalmente, prima inviando al proconsole delegazioni affinché desistesse da questa nuova impresa militare in un periodo tanto freddo, poi, non ricevendo adeguate risposte, tenendo tumultuose assemblee, fino a ribellarsi apertamente agli ordini del loro comandante.
Lucullo fu così costretto a tornare indietro, sebbene avesse tentato in ogni modo di convincere le sue truppe. E così tornò ad attraversare il Taurus e, questa volta, discese nel paese chiamato Migdonia, dove decise di assediare la grande e popolosa città chiamata Nisibis (strappata dagli Armeni ai Parti). La città cadde poco dopo in mano romana.

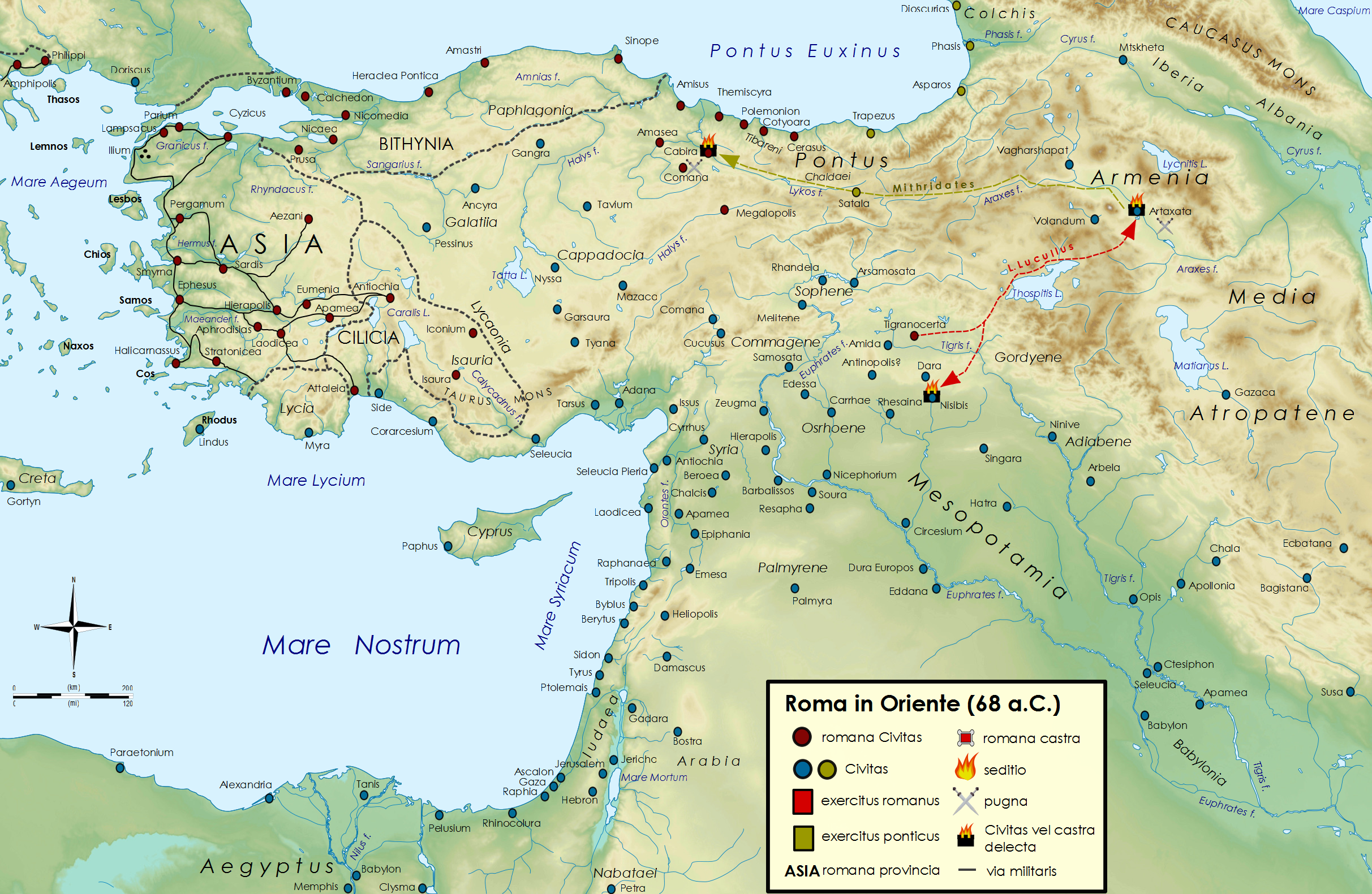
L'anno 68 a.C. della terza guerra mitridatica

La fortuna ed il consenso di Lucullo presso le sue truppe ormai vacillavano da troppo tempo, tanto che certe lamentele sulle recenti campagne militari condotte in Oriente, senza un preventivo appoggio del Senato, giunsero anche a Roma, dove fu deciso di sostituire il proconsole romano nel comando della sua provincia, e di mandare in congedo buona parte dei suoi soldati. Lucullo si trovava così ad essere esonerato, per aver scontentato non solo le sue truppe, ma anche per essersi inimicato la potente fazione di usurai e pubblicani d'Asia.
Frattanto Tigrane provvedette a ritirarsi all'interno del proprio regno, riconquistandone alcune parti in precedenza perdute. mentre Mitridate si affrettò anch'egli a riconquistare parte degli antichi territori del Ponto e dell'Armenia Minore. Lucullo che aveva, in un primo momento tentato di seguirlo, fu costretto a tornare indietro per mancanza di approvvigionamenti.
Poi fu Mitridate a contrattaccare i Romani, riuscendo anche ad ucciderne molti in battaglia. Per prima cosa si diresse contro un legatus di Lucullo, di nome Fabio, che per poco non fu massacrato insieme al suo esercito, se durante la battaglia Mitridate non fosse stato colpito da una pietra ad un ginocchio e da un dardo sotto l'occhio, costringendo lo stesso re ad allontanarsi dal campo di battaglia e sospendere i combattimenti, permettendo così a Fabio ed ai Romani di salvarsi. Poi Fabio fu chiuso ed assediato in Cabira e liberato solo grazie all'intervento di un secondo legato, Gaio Valerio Triario, che si trovava casualmente da quelle parti nella sua marcia dall'Asia verso Lucullo.
Fu, quindi, la volta del secondo legatus di Lucullo, Triario, che era venuto in soccorso a Fabio, con il suo esercito. Triario, deciso ad inseguire Mitridate, riuscì a battere il sovrano del Ponto nel corso di questo primo scontro, presso Comana. Poi giunse l'inverno, che interruppe ogni operazione militare da entrambe le parti.

### Casus belli

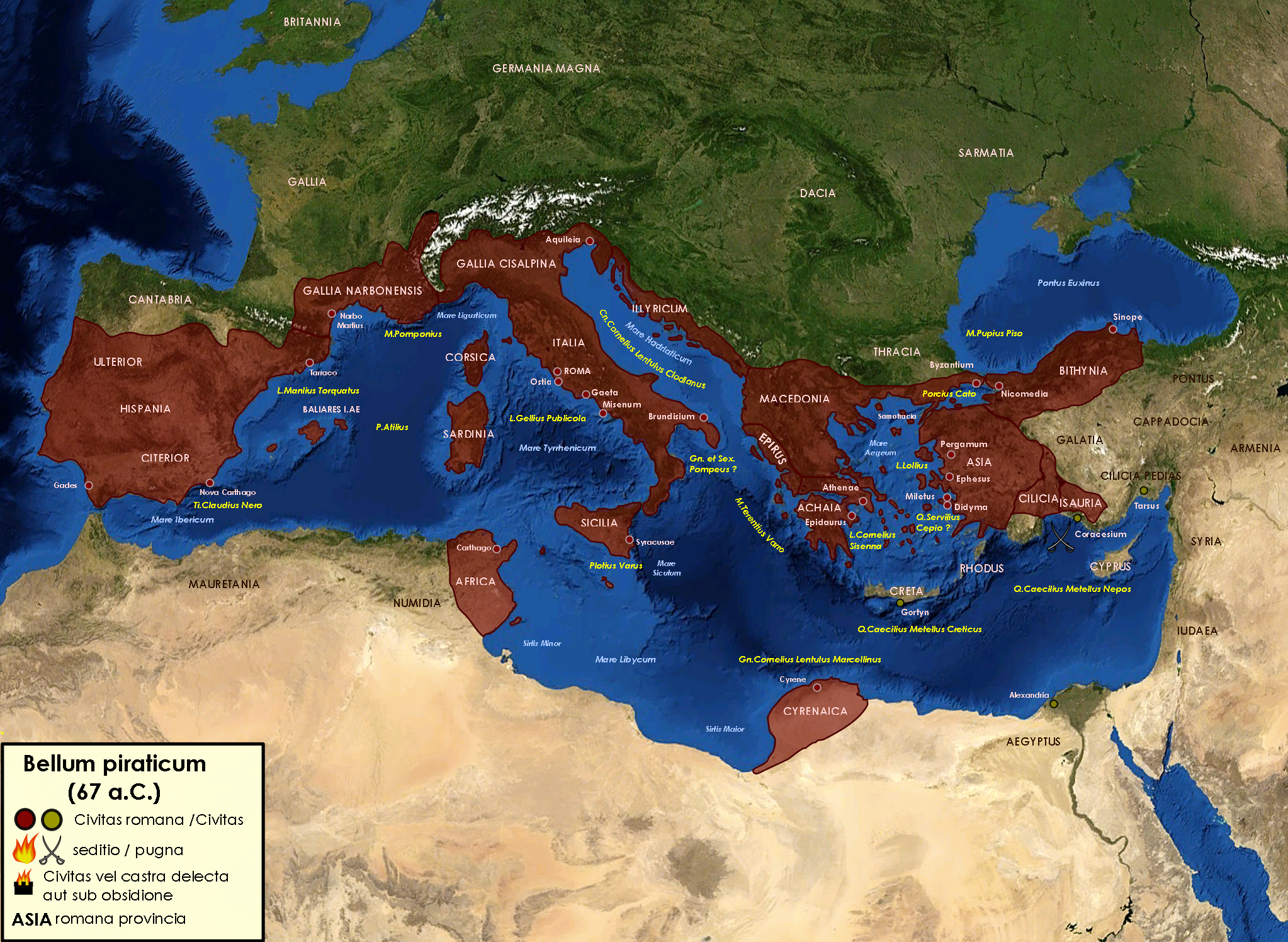
Mappa generale del Bellum piraticum di Pompeo, con i relativi comandanti, per area territoriale

Trascorso l'inverno, Mitridate tornò a scontrarsi con Triario, andando ad accamparsi presso Gaziura di fronte al legato romano. Mitridate cercava di attirare il legato romano in battaglia ed alla fine Tirario cadde nella sua trappola e fu sconfitto pesantemente nei pressi di Zela. Ottenute queste due vittorie, Mitridate si ritirò nel paese che i Romani chiamavano piccola Armenia (sulle alture nei pressi Talauro), distruggendo tutto ciò che non era in grado di trasportare, in modo da evitare di essere raggiunto da Lucullo nella sua marcia. Poi Mitridate decise di invadere nuovamente la Cappadocia, riuscendo a conquistare quasi tutti i suoi vecchi domini. Procedette quindi a fortificare il suo regno e danneggiò la vicina Cappadocia, mentre i Romani non fecero nulla, o perché erano impegnati contro i pirati del Mediterraneo, o perché né Acilio, né Lucullo (ormai esautorato dal comando), né Marcio (nuovo governatore di Cilicia), intrapresero alcuna azione contro di lui.
E mentre Lucullo era ancora impegnato con Mitridate e Tigrane II, Gneo Pompeo Magno riusciva a ripulire l'intero bacino del Mediterraneo dai pirati, strappando loro l'isola di Creta, le coste della Licia, della Panfilia e della Cilicia, dimostrando straordinaria disciplina ed abilità organizzativa (nel 67 a.C.). La Cilicia vera e propria (Trachea e Pedias), che era stata covo di pirati per oltre quarant'anni, fu così definitivamente sottomessa. In seguito a questi eventi la città di Tarso divenne la capitale dell'intera provincia romana. Furono poi fondate ben 39 nuove città. La rapidità della campagna indicò che Pompeo aveva avuto talento, come generale, anche in mare, con forti capacità logistiche.
Fu allora incaricato Pompeo di condurre una nuova guerra contro Mitridate VI re del Ponto, in Oriente (nel 66 a.C.), grazie alla lex Manilia, proposta dal tribuno della plebe Gaio Manilio, ed appoggiata politicamente da Cesare e Cicerone. Questo comando gli affidava essenzialmente, la conquista e la riorganizzazione dell'intero Mediterraneo orientale, avendo il potere di proclamare quali fossero i popoli clienti e quali quelli nemici, con un potere illimitato mai prima d'ora conferito a nessuno, ed attribuendogli a tutte le forze militari al di là dei confini dell'Italia romana.

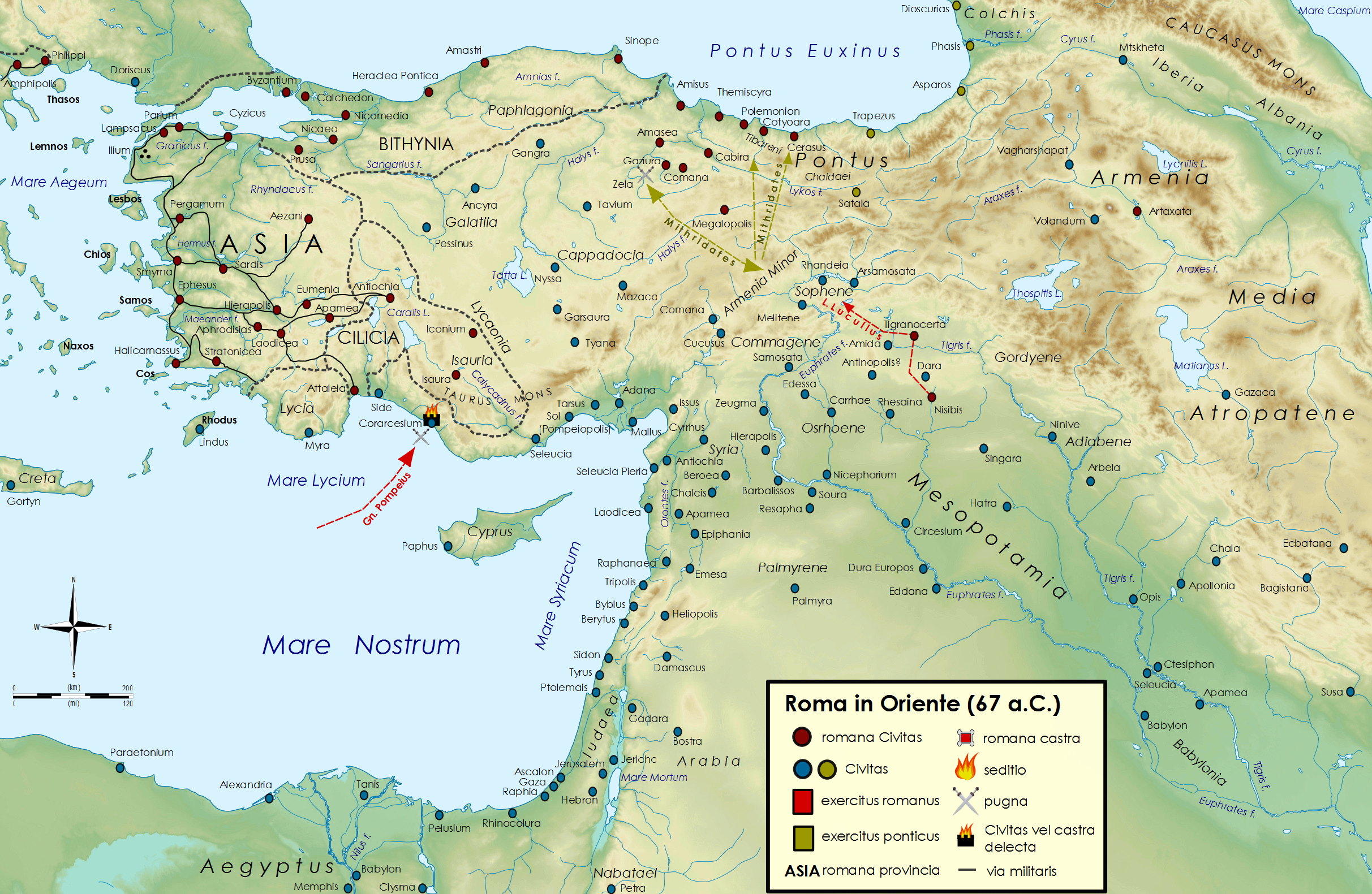
L'anno 67 a.C. della terza guerra mitridatica

Pompeo, avendo capito che era necessario continuare la guerra contro Mitriadate, compì i necessari preparativi, richiamando in servizio la legione Valeriana. Giunto in Galazia, proveniente dal sud dopo aver attraversato le "porte della Cilicia", incontrava Lucullo sulla via del ritorno. Intanto Mitridate, poiché inizialmente disponeva di un numero di armati inferiore a quello di Pompeo, si diede al saccheggio, obbligando Pompeo a corrergli dietro, oltre a cercare in ogni modo di bloccargli i rifornimenti. Il re del Ponto, che disponeva ancora di un esercito di 30 000 fanti e 2 000/3 000 cavalieri, si era posizionato lungo la frontiera del suo regno, e poiché Lucullo aveva poco prima devastato quella regione, vi erano poche risorse di approvvigionamento tanto da costringere molti dei suoi armati a disertare. Il re, allora, essendo ormai a corto di provviste, preferì ritirarsi permettendo a Pompeo di seguirlo, seppure lasciandolo entrare nei suoi territori, e sperando così che anche lo stesso generale romano potesse trovarsi nelle sue stesse condizioni a causa della scarsità dei rifornimenti. Ma Pompeo aveva organizzato in modo adeguato i suoi approvvigionamenti (costruendo anche una serie di pozzi per l'acqua), avendo conquistato poco prima la regione armena dell'Anaitide.
Pompeo così poté continuare la sua marcia passando attraverso i confini orientali del regno di Mitridate, stabilendovi una serie di nuove postazioni fortificate (ad intervalli regolari di 25 km gli uni dagli altri). Disegnò quindi una linea di circonvallazione che gli permettesse di assediare il re del Ponto ed approvvigionarsi senza grosse difficoltà.
Frattanto il re sembrava paralizzato dalla pronta reazione del proconsole romano, e non oppose alcuna resistenza ai lavori messi in atto dalle truppe romane. Avendo, inoltre, scarsi approvvigionamenti fu costretto a macellare i suoi animali da soma, risparmiando solo i cavalli. E quando si accorse di avere solo 50 giorni di autonomia (dopo essere stato assediato per almeno 45), decise di scappare una notte con i le truppe migliori di cui ancora disponeva, lasciando morire i più deboli, nel silenzio più profondo, per strade in cattive condizioni, diretto verso l'Armenia di Tigrane, nel tentativo di raggiungere l'Eufrate.

## Battaglia
Le versioni della battaglia sembrano essere molteplici ed in alcune parti non sembrano per nulla coincidere. Secondo il racconto di Appiano di Alessandria, infatti, Pompeo accortosi della fuga del re del Ponto, riuscì a raggiungerlo con grande difficoltà e ad assalire la sua retroguardia prima che potesse attraversare l'Eufrate, a mezzanotte. E mentre i consiglieri del re si preparavano alla battaglia, nel tentativo di difendere il loro accampamento ormai assediato dai Romani, Mitridate, che al contrario non voleva combattere, si limitò a respingere gli assalitori e poi si ritirò nei boschi vicini, la sera stessa. Il giorno seguente, occupata una posizione protetta da rocce, alla quale si accedeva da una sola strada, Mitridate vi pose un'avanguardia di 4 coorti di armati, mentre i Romani posero una loro forza militare di guardia, per evitare che il re potesse fuggire ancora una volta.
Con il nuovo giorno, i comandanti cominciarono a schierare i loro armati, mentre le avanguardie iniziarono le prime scaramucce lungo la gola. Ancora Appiano aggiunge che un gruppo di cavalieri pontici, per dar manforte alla loro avanguardia, abbandonati i cavalli nell'accampamento, si precipitarono in loro soccorso a piedi. Ma un numero maggiore di cavalleria romana nel frattempo si era gettata sul nemico, costringendo quei cavalieri che avevano abbandonato i loro cavalli al campo, a farvi ritorno per prenderli e contrastare i Romani che avanzavano. E quando i cavalieri appiedati, stavano tornando di corsa al campo, con alte grida, gli occupanti dell'accampamento, spaventati nel vedere i propri commilitoni impegnati in un'azione che a loro appariva una fuga, temendo in una disfatta della loro avanguardia, gettarono le loro armi e scapparono senza attendere il rientro dei cavalieri. E poiché l'accampamento aveva una sola via d'uscita, molti nella confusione caddero nei precipizi circostanti. Così a causa della temerarietà di pochi, che senza ordini avevano cercato di aiutare la propria avanguardia, l'esercito di Mitridate subì una nuova sconfitta, considerando che fu facile alle truppe di Pompeo uccidere e catturare uomini armati, ma chiusi in una gola rocciosa. Ne furono uccisi ben 10 000, mentre il campo fu preso e saccheggiato.
Nella versione di Cassio Dione Cocceiano invece si racconta che lo scontro avvenne di notte (confermato anche dallo stesso Tito Livio e Plutarco, che parla di mezzanotte) e probabilmente non molto distante dall'Eufrate:
(Cassio Dione Cocceiano, Storia romana, XXXVI, 48.3.)
Poi Pompeo si mise in marcia verso il luogo dove il re del Ponto ed il suo esercito sarebbe dovuto passare, sfuggendo alla vista dei Pontici. Giunto in una valle stretta tra le colline, fece accampare i suoi soldati sulle vette ed attese il nemico. E quando le armate mitridatiche entrarono nella valle marciando con sicurezza senza le dovute cautele, poiché non sospettavano nulla e si credevano ormai al sicuro, Pompeo piombò su di loro nel buio. I Pontici non avevano nessuna fiaccola e in cielo non vi era nessuna luna che potesse illuminare il campo di battaglia.
(Cassio Dione Cocceiano, Storia romana, XXXVI, 49.1.)
Il rimbombo improvviso e spaventoso di suoni che si veniva a creare nella vallata, prima silenziosa, generò nei barbari un grande terrore, tanto da indurli a credere che fossero gli stessi dèi, adirati con loro. Intanto i Romani, colpivano le truppe mitridatiche indisturbati dalle alture, con pietre, frecce e dardi, ferendoli senza possibilità di errore, grazie all'enorme massa di uomini accalcata nella valle sottostante. I Pontici, essendo infatti in ordine di marcia e non di battaglia, si trovavano a contatto con donne, cavalli, cammelli e arnesi vari. Regnava ovunque una grande confusione, sia tra i cavalieri, sia tra le fanterie pontiche. I feriti poi temevano di essere nuovamente feriti. Quando poi i Romani cominciarono ad attaccare, piombando sulla colonna ormai in grave difficoltà, tutti quelli che stavano ai margini dello schieramento mitridatico furono massacrati, anche perché molti di loro erano privi di armature. Quelli invece al centro dello schieramento erano pigiati, uno contro l'altro, poiché si rifugiavano al centro terrorizzati nel vedere le file più esterne completamente distrutte sotto l'avanzata romana.
(Cassio Dione Cocceiano, Storia romana, XXXVI, 49.6-8.)
Secondo invece quanto ci racconta Plutarco, lo scontro avvenne durante la notte, presso l'accampamento pontico, prima che con la luce del giorno seguente, le truppe di Mitridate potessero mettersi in marcia e trovare la loro salvezza oltre l'Eufrate:
(Plutarco, Vita di Pompeo, 32.6-7.)
Così molti armati delle truppe mitridatiche morirono e molti altri furono fatti prigionieri. Lo stesso re riuscì a fuggire a stento.

## Conseguenze

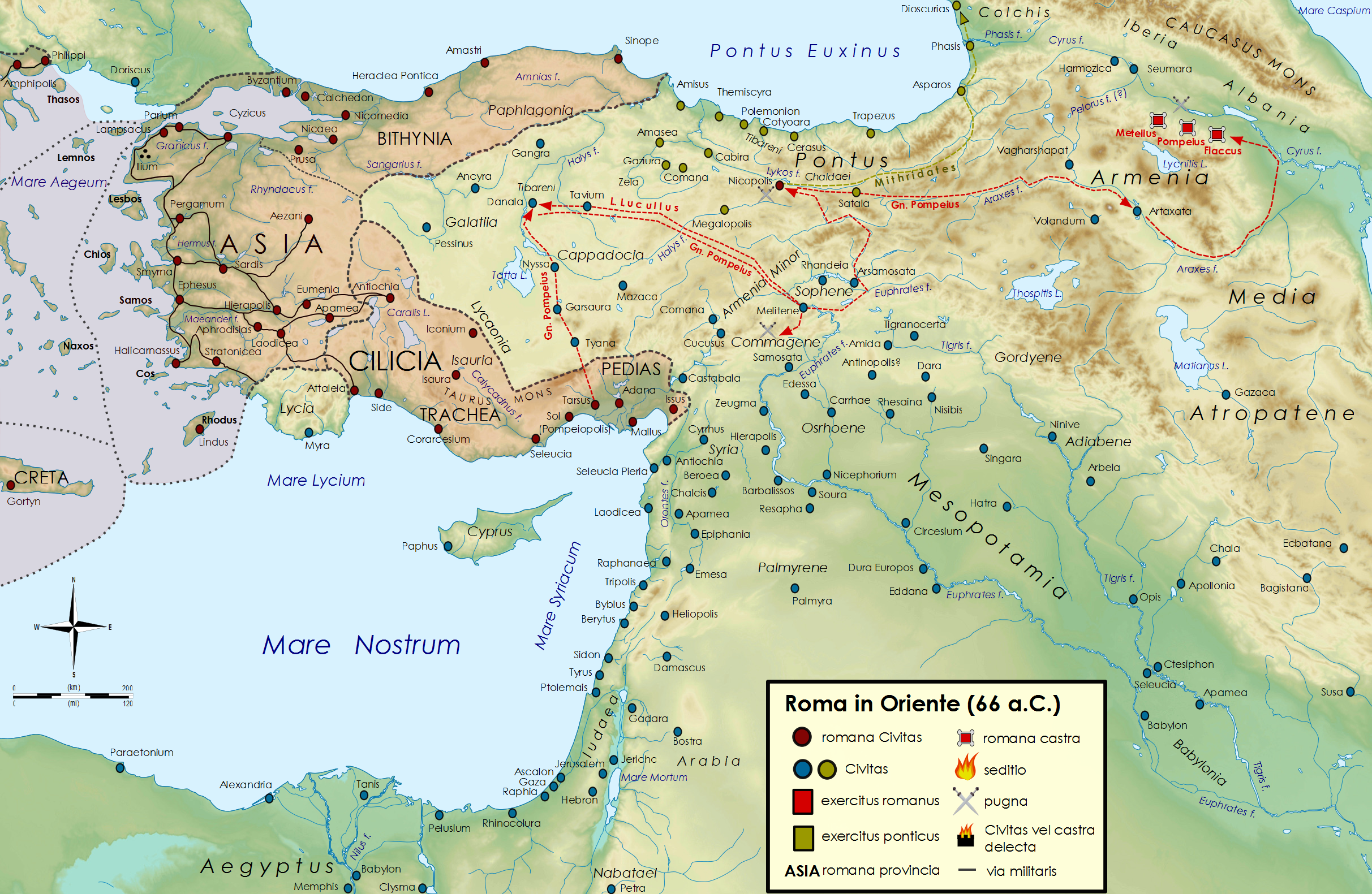
L'anno 66 a.C. della terza guerra mitridatica

Ancora una volta Mitridate fu costretto alla fuga, attraverso un territorio impervio e roccioso con poche truppe ad assisterlo. Si trattava di un limitato gruppo di cavalieri mercenari e di circa 3 000 fanti, i quali lo accompagnarono fino alla fortezza di Simorex, dove il re vi aveva depositato un'ingente somma di denaro. Qui distribuì a tutti un ricco premio pari ad un anno di paga. Prese poi i restanti 6 000 talenti e si affrettò a marciare verso le sorgenti del fiume Eufrate, con l'intenzione di raggiungere la Colchide. Dopo quattro giorni attraversò l'Eufrate, tre giorni dopo entrò nella Chotene (Armenia), dove i suoi abitanti, insieme agli Iberi tentarono di fermarlo con dardi e fionde, per impedirgli di entrare, ma lui riuscì ad avanzare fino al fiume Apsarus.